# Джеймс Понд 2: гасло «Робокод»
«Джеймс Понд 2: га́сло „Робоко́д“» (англ. James Pond 2: Codename: Robocod) — британська відеогра 1991 року у жанрі платформера, розроблена студією Millennium Interactive (яку пізніше перейменували на Guerrilla Cambridge) і видана низкою компаній для різних платформ. Гра є другою в оригінальній трилогії про Джеймса Понда — антропоморфну рибу, що працює таємним агентом і являє собою пародію на Джеймса Бонда. Головна мелодія відеогри це зіграний на маримбі[джерело?] лейтмотив з фільму «Робокоп» (1987).
1991 року гра стала доступною для платформ Amiga, Atari ST і Sega Genesis. Згодом її було портовано для Amiga AGA, Amiga CD32, Sega Game Gear, Commodore 64, Sega Master System, персональних комп'ютерів, Acorn Archimedes, Game Boy і SNES. Пізніше відеогру переробили та випустили для Game Boy Advance, Nintendo DS, PlayStation, PlayStation 2; стала доступною можливість завантажити її для PlayStation Portable і PlayStation 3 через сервіс PlayStation Network.

## Сюжет
Історія гри розгортається одразу після подій першої частини. Попри те, що Пондові вдалося знищити корпорацію «Неперевершена нафта», доктор Мабуть зостався живий і втік на Північний полюс, де захопив майстерню Санти Клауса. Лиходій узяв у заручники Клаусових помічників, а деяких навіть перетворив на власних прислужників. Джеймс Понд має просмикнути в лігво Санти Клауса, визволити заручників, повернути іграшки, що вкрав доктор Мабуть, дітям і перемогти злочинця. Цього разу, з огляду на більшу ризикованість місії, Понд отримує роботизований костюм, що дає йому суперсили, і кодове ім'я Робокод (відсилання на фільм «Робокоп»).

## Гральний процес
Джеймс Понд починає свою пригоду на виробні іграшок. У цій місцині багато дверей, кожна з яких веде до арени з різноманітними рівнями (усього їх п'ятдесят). Під час проходження рівнів, гравець стикається з ворожими створіннями. Позаяк протагоніст не має зброї, він долає ворогів, стрибаючи на них згори. Після того, як гравець завершить проходити рівні на двох аренах, він має перемогти боса.
Роботизовна броня Джеймса Понда дозволяє йому подовжувати своє тіло. Завдяки цьому він має можливість торкатися стелі й взаємодіяти з гральними об'єктами на ній, зокрема персонаж може підібрати додаткове життя чи крила для польоту. Також Понд може зненацька атакувати ворогів, стрибаючи на них зі стелі. Інколи протагоніст матиме нагоду покерувати транспортними засобами, серед них — автівки, літаки та летючі ванни.

## Прихована реклама
В оригінальній британській версії відеогри пінгвіни (негральні персонажі) являють собою приховану рекламу печива «Пенґвін», що належить компанії McVitie. 1991 року, коли Electronic Arts випустила гру в США та Європі, один з таких пінгвінів з'явився на рекламному малюнку, що його намалював ілюстратор Марк Еріксен.
Згідно зі статтею 1994 року британського PC Gamer, після виходу гри, продажі «Пенґвіна», вперше за історію його існування, перевищили продажі його головного конкурента — «Кіт-Ката».[джерело?]

## Особливості відеогри для деяких платформ
2003 року «Джеймса Понда 2» було випущено для Game Boy Advance і PlayStation, 2005 — для Nintendo DS, 2006 — для PlayStation 2, 2009 — для PlayStation Network. Версії гри для портативних консолей і для PlayStation тотожні, за винятком версії для Nintendo DS, яка містить мапу грального світу на другому екрані.
Усі перелічені версії відеогри значно відрізняються від оригіналу: покращено графіку й компонування гри, аби вона добре сполучалася з новішими консолями. У пізніх версіях «Джеймса Понда 2» прибрали приховану рекламу печива "Пенґвін, тому протагоніст став рятувати не пінгвінів, а ельфів. На додачу, приховані рівні відеогри було повністю видалено.

## Сприйняття
Британський часопис «Ей-Сі-І» оцінив версію гри для AmigaOS на 934 бали з 1000, назвавши її «виполіруваною, приємною і (…) втішною», а також «цілковито чудовою». «Електронік ґеймінґ мантлі» оцінив версію для SNES на 5 з 10 балів, а версію для Amiga CD32 на 5,5 з 10. Часопис відзначив, що «Здатність Джеймса випинатися доволі цікава, але інших особливостей він не має. „The Aquatic Games“ має сподобатися прихильникам Джеймса Понда більше». Також «ЕҐМ» схвально відгукнувся про звукову доріжку гри, проте піддав критиці занадто яскраву графіку, через яку починають боліти очі, і веселенький, одначе незахопливий гральний процес. Окрім цього, у часописі завважили, що вступні титри до гри не лише тотожні з версією для менш потужної консолі Sega Mega Drive, а й «надмірно пікселізовані». Часопис «Меґа» поставив «Джеймса Понда 2» на 20 сходинку в їхньому гіт-параді ігор для Sega Mega Drive.

## Завваги
1. ↑  Версія відеогри для SNES мала назву «Неймові́рний Джеймс Понд» (англ. Super James Pond) у Північній Америці та «Неймові́рний Джеймс Понд II» (англ. Super James Pond II) в інших регіонах. Версія для Game Boy мала назву «Неймовірний Джеймс Понд» у всіх регіонах.
2. ↑  У більшості версій ними є пінгвіни, у деяких — ельфи.
3. ↑  Понда, протагоніста гри